# Карел Кланчник
Карел Кланчник (Мојстрана, општина Крањска Гора, 30. мај 1917 — Мојстрана, 8. децембар 2009) је био југословенски репрезентативац у скијашким скоковима који се такмичио у касних 1940-их и почетком 1950.
Два пута је учествовао на Зимским олимпијским играма. На првим 1948. у Сент Морицу завршио је као 23, а 1952. у Ослу је делио 29 место у појединачној конкуренцији.
Најбољи пласман у каријери Кланчник је имао 1953. на такмичењу у Аустријина када је заузео 13 место. По завршетку каријере радио је као тренер омладинске репрезентације и свазни тренер југословенске репрезентације у скијашким скоковима.
Умро је у 93-ој години, као други најстарији словеначки олимпијац.